# Tschaturanga (Buchreihe)
Tschaturanga ist eine Schriftenreihe, die seit 1978 in der Edition Olms, Zürich, veröffentlicht wurde. In ihr erscheinen Nachdrucke wichtiger Werke der Schachliteratur. Sie ist nach dem als Vorläufer des Schachs geltenden Chaturanga benannt. Mitarbeiter dieser Reihe waren Viktor Kortschnoi, Klaus Lindörfer und vor allem Christiaan M. Bijl, der für die meisten Teile einen Klappentext und/oder ein Vorwort schrieb.
1. Gustavus Selenus: Das Schach- oder Königs-Spiel, 1978, ISBN 3-283-00008-5.
2. Moses Hirschel: Das Schach des Herrn Gioachino Greco Calabrois und die Schachspiel-Geheimnisse des Arabers Philipp Stamma. 1979, ISBN 3-283-00014-X.
3. Paul Rudolph von Bilguer: Handbuch des Schachspiels. 1979, ISBN 3-283-00013-1.
4. Aaron Alexandre: Praktische Sammlung bester und höchst interessanter Schachspiel-Probleme. 1979, ISBN 3-283-00023-9.
5. Géza Maróczy: Paul Morphy. 1979, ISBN 3-283-00024-7.
6. Emil Schallopp (Hrsg.): Der erste, zweite und dritte Kongreß des Deutschen Schachbundes. Leipzig 1879, Berlin 1881, Nürnberg 1883. 1979, ISBN 3-283-00025-5.
7. Alfred Diel, Klaus Lindörfer (Hrsg.): Die Schachweltmeister. Eine Sammelmappe. 1979, ISBN 3-283-00017-4.
8. Ludwig Bachmann: Schachmeister Steinitz. 1980, ISBN 3-283-00080-8.
9. Siegbert Tarrasch: Die moderne Schachpartie. Kritische Studien über mehr als 200 ausgewählte Meisterpartien der letzten zwölf Jahre mit besonderer Berücksichtigung der Eröffnungen. 1991, ISBN 3-283-00034-4.
10. Hermann von Gottschall: Adolf Anderssen, der Altmeister deutscher Schachspielkunst. 1986, ISBN 3-283-00042-5.
11. Emil Schallopp (Hrsg.): Das internationale Schachturnier zu Hastings im August–September 1895.[1] 1989, ISBN 3-283-00033-6.
12. Siegbert Tarrasch: Dreihundert Schachpartien, 1994, ISBN 3-283-00043-3.
13. Johann Berger: Theorie und Praxis der Endspiele. 1981, ISBN 3-283-00076-X.
14. Hans Kmoch: Rubinstein gewinnt. 1983, ISBN 3-283-00084-0.
15. Hugo Fähndrich (Hrsg.): Internationales Kaiser-Jubiläums-Schachturnier. 1981, ISBN 3-283-00057-3.
16. Aaron Nimzowitsch (Hrsg.): IV. internationales Schachmeisterturnier. 1989, ISBN 3-283-00063-8.
17. J. Schorr (Hrsg.): Schachkongreß Teplitz-Schönau 1922. 1981, ISBN 3-283-00061-1.
18. Die Schachwettkämpfe Lasker-Tarrasch um die Weltmeisterschaft 1908 und 1916, 1981, ISBN 3-283-00059-X.
19. Savielly Tartakower: Die hypermoderne Schachpartie. 1981, ISBN 3-283-00094-8.
20. Antonius van der Linde: Geschichte und Literatur des Schachspiels. 1981, ISBN 3-283-00079-4.
21. Johannes Kohtz, Carl Kockelkorn: Das indische Problem. Eine Schachstudie. 1982, ISBN 3-283-00074-3.
22. Siegbert Tarrasch: Die Schachwettkämpfe Marschall-Tarrasch 1905, Schlechter-Tarrasch 1911, Tarrasch-Mieses 1916. 1982, ISBN 3-283-00102-2.
23. Siegbert Tarrasch: Das Großmeisterturnier zu St. Petersburg im Jahre 1914. 1982, ISBN 3-283-00086-7.
24. Jacques Mieses (Hrsg.): I. und II. internationales Schachturnier zu San Sebastian 1911 und 1912. 1982, ISBN 3-283-00137-5.
25. Curt von Bardeleben (Hrsg.): Der 4. und 5. Kongreß des Deutschen Schachbundes. 1983, ISBN 3-283-00121-9.
26. Ludwig Bachmann: Schachmeister Pillsbury. 1982, ISBN 3-283-00052-2.
27. Efim Bogoljubow: Das internationale Schachturnier Moskau 1925. 1994, ISBN 3-283-00101-4.
28. Siegbert Tarrasch, Christoph Schröder (Hrsg.): Das internationale Schachturnier des Schachclubs Nürnberg im Juli-August 1896. 1982, ISBN 3-283-00056-5.
29. Wilhelm Steinitz: The book of the 6th. American Chess Congress. 1982, ISBN 3-283-00152-9.
30. Henri Rinck: 1414 fins de partie. 1982, ISBN 3-283-00093-X.
31. Wiener Schachzeitung 1. Jg. (1898) – 19. Jg. (1916). 1982, ISBN 3-283-00148-0.
32. Die Schachkämpfe um die Weltmeisterschaft zwischen Aljechin und Bogoljubow 1929 und 1934. 1983, ISBN 3-283-00144-8.
33. Richard Réti: Die Meister des Schachbretts. 1989, ISBN 3-283-00107-3.
34. Savielly Tartakower: Das neuromantische Schach. 1983, ISBN 3-283-00095-6.
35. Hermann von Gottschall u. a. (Hrsg.): Der 6., 7. und 8. Kongreß des Deutschen Schachbundes. Breslau 1889, Dresden 1892 und Kiel 1893. 1983, ISBN 3-283-00123-5.
36. Christiaan M. Bijl (Hrsg.): The Monte Carlo Tournament of 1903. 1983, ISBN 3-283-00127-8.
37. Georg Marco (Hrsg.): Das internationale Schachmeisterturnier in Karlsbad 1907. 1983, ISBN 3-283-00058-1.
38. Alexander Aljechin: Das I. internationale Schachweltmeisterturnier zu Kecskemét 1927. 1983, ISBN 3-283-00142-1.
39. Der Schachwettkampf Aljechin-Euwe um die Weltmeisterschaft 1935, 1983, ISBN 3-283-00147-2.
40. Paul Rudolph von Bilguer: Handbuch des Schachspiels, 1983, ISBN 3-283-00103-0.
41. Das Schachturnier zu London im Jahre 1851 und der Schachwettkampf in Paris 1843 zwischen Mr. Staunton und M. St. Amant. 1983, ISBN 3-283-00054-9.
42. Christiaan M. Bijl (Hrsg.): Das II. Internationale Schachmeisterturnier Wien 1882. 1984, ISBN 3-283-00196-0.
43. Johann Berger u. a. (Hrsg.): Der 12. und 13. Kongreß des Deutschen Schachbundes. München 1900, Hannover 1902. 1983, ISBN 3-283-00125-1.
44. Georg Marco u. a.: Das internationale Gambitturnier im Wiener Schachklub 1903 und in Baden bei Wien 1914. 1983, ISBN 3-283-00128-6.
45. Neue Wiener Schachzeitung, 1. Jg. (1923/24) – 9. Jg. (1948/49). 1983, ISBN 3-283-00167-7.
46. Georg Marco (Hrsg.): Der 14. und 15. Kongreß des Deutschen Schachbundes Coburg 1904, Nürnberg 1906. 1984, ISBN 3-283-00129-4.
47. Wilhelm Steinitz: The modern chess instructor. 1984, ISBN 3-283-00111-1.
48. Alain C. White: Sam Loyd und seine Schachaufgaben. 1984, ISBN 3-283-00075-1.
49. Georg Marco: Der internationale Schachkongreß des Barmer Schachvereins 1905. 1984, ISBN 3-283-00130-8.
50. Weltschachturnier Zürich 1959. 1984, ISBN 3-283-00067-0.
51. Berthold Suhle (Hrsg.): Der Schachkongreß zu London im Jahre 1862, nebst dem Schachturnier zu Bristol im Jahre 1861. 1984, ISBN 3-283-00055-7.
52. Géza Maróczy: Maróczys hundert Schachpartien. 1984, ISBN 3-283-00173-1.
53. Alexander Aljechin: Internationales und 37. schweizerisches Schachturnier in Zürich 1934. 1984, ISBN 3-283-00146-4.
54. Max Lange (Hrsg.): Jahrbuch des Westdeutschen Schachbundes 1862 und 1863, 1984, ISBN 3-283-00116-2.
55. Alexander Kotow: Das Schacherbe Aljechins, 1984, ISBN 3-283-00173-1.
56. Paul Schellenberg u. a. (Hrsg.): Der 16., 17. und 18. Kongreß des Deutschen Schachbundes. Düsseldorf 1908, Hamburg 1910, Breslau 1912, 1984, ISBN 3-283-00134-0.
57. Siegbert Tarrasch (Hrsg.): Tarraschs Schachzeitung 1. Jg. (1932/33) – 2. Jg. (1933/34). 1984, ISBN 3-283-00195-2.
58. Ludwig Bledow u. v. a. (Hrsg.): [Deutsche] Schachzeitung 1. Jg. (1846) – 99. Jg. (1944). 1990
59. Julius Dimer (Hrsg.): Der 20., 21., 22. und 23. Kongreß des Deutschen Schachbundes. 1985, ISBN 3-283-00184-7.
60. Daniel Fiske (Hrsg.): The book of the I. American Chess Congress. 1985, ISBN 3-283-00085-9.
61. Savielly Tartakower: Moderne Schachstrategie, 1985, ISBN 3-283-00177-4.
62. Johannes Minckwitz: Die Schachkongresse zu Crefeld 1871, Düsseldorf 1876, Köln 1877 und Frankfurt a.M. 1878. 1985, ISBN 3-283-00118-9.
63. Wilhelm Steinitz: The international chess magazine 1. Jg. (1885) – 7. Jg. (1891). 1986, ISBN 3-283-00149-9.
64. W. von Holzhausen: Der 24. und 25. Kongreß des Deutschen Schachbundes Breslau 1925 und Magdeburg 1927. 1985, ISBN 3-283-00140-5.
65. The 2nd, 3rd. and 4th. American Chess Congress. 1985, ISBN 3-283-00089-1.
66. Alexis A. Troitzki: Collection of chess studies. With a supplement on the theory of the endgame of two knights against pawns. 1985, ISBN 3-283-00114-6.
67. Milan Vidmar (Hrsg.): Das 2. internationale Schachturnier in Karlsbad 1911. 1985, ISBN 3-283-00183-9.
68. Siegbert Tarrasch: Die Verteidigung des Damengambits. 1986, ISBN 3-283-00124-3.
69. Siegbert Tarrasch: Das Champion-Turnier zu Oostende im Jahre 1907. 1986, ISBN 3-283-00132-4.
70. Der Schachwettkampf zwischen Steinitz und Zukertort 1886. 1986, ISBN 3-283-00122-7.
71. Charles A. Gilberg: The 5th. American Chess Congress New York 1880. 1986, ISBN 3-283-00090-5.
72. Bernhard Horwitz, Josef Kling: Chess studies and end games. 1986, ISBN 3-283-00172-3.
73. Georg Marco (Hrsg.): Internationales Schach-Turnier Wien 1908, 1986, ISBN 3-283-00135-9.
74. Max Euwe: Schach-Elite im Kampf. Weltmeisterschafts-Kandidatenturnier 1953 in Neuhausen und Zürich. 1986, ISBN 3-283-00066-2.
75. Hermann Lehner, Constantin Schwede (Hrsg.): Der erste Wiener internationale Schachkongreß im Jahre 1873. 1986, ISBN 3-283-00178-2.
76. Bernhard Kagan (Hrsg.): II. internationales Julius-Breyer-Memorial-Schachturnier Bad Piestany.[2] 1987, ISBN 3-283-00138-3.
77. Svetozar Gligorić und Wjatscheslaw Ragosin: Kandidatenturnier zur Schachweltmeisterschaft Bled, Zagreb, Beograd 1959. 1987, ISBN 3-283-00068-9.
78. Bernhard Kagan (Hrsg.): Kongreßbuch des internationalen Schach-Turniers zu Marienbad 1925. 1988, ISBN 3-283-00139-1.
79. Siegbert Tarrasch u. a. (Hrsg.): Marshall-Wettkämpfe 1905-1908. Vier Teile in einem Band. 1988, ISBN 3-283-00133-2.
80. Bernhard Kagan (Hrsg.): III. internationales Schachturnier Karlsbad 1923. 1988, ISBN 3-283-00062-X.
81. Wilhelm Bonacker (Hrsg.): Turnierbuch des internationalen Schachturniers Bern 1932. 1988, ISBN 3-283-00145-6.
82. Emanuel Lasker: Der internationales Schachkongreß zu St. Petersburg 1909. 1989, ISBN 3-283-00136-7.
83. Hans Kmoch: Internationales Schachturnier in Berlin 1926. 1989, ISBN 3-283-00141-3.
84. Savielly Tartakower: Das entfesselte Schach. 1989, ISBN 3-283-00112-X.
85. Jacques Hannak: Wilhelm Steinitz. Der Michelangelo des Schachspiels. 1989, ISBN 3-283-00105-7.
86. Paul Morphy und Daniel Fiske: The Chess Monthly, an American Chess Serial. 1857–1861 (in zwei Bänden) – Publikation wurde abgesagt
87. Max Euwe: Staunton-Turnier Groningen 1946. 1990, ISBN 3-283-00065-4.
88. Siegbert Tarrasch: Das Schachspiel. Systematisches Lehrbuch für Anfänger und Geübte. 1990, ISBN 3-283-00237-1.
89. Emil Schallopp (Hrsg.): Der Schachkongreß Leipzig 1877. 1990, ISBN 3-283-00179-0.
90. Aleksander Pasternjak: Schach-Phänomen Bobby Fischer. 1991, ISBN 3-283-00242-8.
91. Friedrich Palitzsch: Am sprudelnden Schachquell. 1991, ISBN 3-283-00240-1.
92. Kārlis Bētiņš u. a. (Hrsg.): Das große internationale Schachmeisterturnier zu Kemeri in Lettland 1937. 1991, ISBN 3-283-00189-8.
93. Svetozar Gligorić: Interzonen-Turnier Portoroz 1958. 1991, ISBN 3-283-00246-0.
94. Kurt Richter (Hrsg.): Schach-Olympiade München 1936. 1997, ISBN 3-283-00255-X.